# Mikko Kaasalainen
Mikko K.J. Kaasalainen fue un matemático aplicado y físico matemático finlandés. Fue profesor de matemáticas en el departamento de matemáticas de la Universidad Tecnológica de Tampere.
Kaasalainen trabajó principalmente en problemas inversos y sus aplicaciones, especialmente en astrofísica, así como en sistemas dinámicos.

## Educación y carrera
Kaasalainen recibió una maestría en física teórica en la Universidad de Helsinki en 1990, trasladándose poco después al Merton College, Oxford, donde completó su doctorado en física teórica en 1994, supervisado por James Binney. Después de una serie de puestos postdoctorales y de alto nivel en Europa, se trasladó a la Universidad de Helsinki y a su instituto actual en 2009. Dirigió un grupo de investigación en el Centro Finlandés de Excelencia en Investigación de Problemas Inversas.
Kaasalainen fue galardonado con el primer premio Pertti Lindfors de la Sociedad Finlandesa de Problemas Inversas en 2001. El asteroide 16007 Kaasalainen, descubierto por ODAS en 1999, fue nombrado en su honor. La cita oficial fue publicada por el Minor Planet Center el 7 de enero de 2004.

## Investigación
Los intereses de investigación de Kaasalainen se centraron principalmente en el modelado matemático en diversos campos que van desde la teledetección y la investigación espacial hasta la dinámica planetaria y galáctica. Por lo general, los modelos y métodos matemáticos que Kaasalainen desarrolló con sus colegas están relacionados con problemas inversos. Dos de estos temas ocuparon un lugar destacado en la investigación de Kaasalainen:
- Inversión de la curva de luz de asteroides, es decir, la reconstrucción de las formas y estados de giro de los asteroides a partir de sus mediciones de brillo (curvas de luz), basada en resultados matemáticos y teoremas de unicidad y estabilidad que se han transformado en algoritmos de modelado con los que ahora se puede mapear una multitud de asteroides irresolubles. Este método también se ha utilizado en la verificación directa del efecto Yarkovsky-O'Keefe-Radzievskii-Paddack en nuestro sistema solar.[3][4][5][6][7][8][9]
- Análisis de grandes sistemas dinámicos, donde los métodos de construcción toroidal en el espacio de fases permiten una representación compacta o aproximación de la dinámica del sistema observado (como una galaxia).